# Small Faces (álbum de 1966)
Small Faces é um álbum da banda de rock britânica Small Faces. Lançado em 1966, traz os hits "Whatcha Gonna Do About It" e "Sha-La-La-La-Lee". Foi bem recebido pelo público e pela crítica, alcançando a 3ª colocação nas paradas musicais da Grã-Bretanha, onde permaneceu por diversas semanas.

## Faixas
Lado 1
1. "Shake" (Cooke) 2:55
2. "Come on Children" (Jones, Lane, Marriott, Winston) 4:20
3. "You'd Better Believe It" (Lynch, Ragovoy) 2:19
4. "It's Too Late" (Jones, Lane, Marriott, Winston) 2:37
5. "One Night Stand" (Lane, Marriott) 1:50
6. "Whatcha Gonna Do About It" (Lane, Marriott) 1:59

Lado 2
1. "Sorry She's Mine" (Lynch) 2:48
2. "Own Up Time" (Jones, Lane, Marriott, McLagan) 1:47
3. "You Need Loving" (Lane, Marriott) 3:59
4. "Don't Stop What You're Doing" (Jones, Lane, Marriott, McLagan) 1:55
5. "E Too D" (Lane, Marriott) 3:02
6. "Sha-La-La-La-Lee" (Lynch, Shuman) 2:56

## Créditos
- Steve Marriott - vocais, guitarra
- Ronnie Lane - vocais de apoio, baixo
- Kenney Jones - bateria
- Ian McLagan - teclados
- Jimmy Winston - vocais, teclados